# Alberto Rivera (activista)
Alberto Magno Romero Rivera, más conocido como Alberto Rivera (Las Palmas de Gran Canaria; 19 de septiembre de 1935 - Broken Arrow, Oklahoma; 20 de junio de 1997), fue un activista religioso anticatólico hispanoestadounidense, divulgador de teorías conspirativas. Aseguró ser un exsacerdote católico y exjesuita, aunque dichas afirmaciones han sido desmentidas.
Afirmaba ser un exprofesor español perteneciente a la Compañía de Jesús que se destacó en el sacerdocio con un doctorado en Teología en la Pontificia Universidad Gregoriana, en Roma. No obstante no existe registro de que haya sido alguna vez sacerdote católico ni existen registros de sus títulos universitarios en ninguna universidad conocida. Una investigación de la revista Cornerstone reveló que Rivera había sido investigado por fraude por las autoridades de Estados Unidos.
Rivera dijo que la Orden jesuita fue responsable de la creación del islam (aunque la orden jesuita fue creada 900 años después), el comunismo, el nazismo y causante de las guerras mundiales, las recesiones económicas, las inflaciones, la masacre de Jonestown y los asesinatos de Abraham Lincoln, John F. Kennedy (un católico) y Martin Luther King.
La supuesta historia personal y denuncias de Alberto Rivera fueron dadas a conocer por el dibujante y fundamentalista religioso estadounidense Jack Chick, a través de varios cómics.
Falleció el 20 de junio de 1997, por cáncer de colon.